# Dendrocereus undulosus
A Dendrocereus undulosus fatermetű kaktuszfaj, mely méretei miatt ritkán található meg gyűjteményekben. Rokonsága a Dendrocereus nudiflorus fajjal nem kellően tisztázott.

## Jellemzői
Fatermetű növény, vaskos, barna törzse 2 m-nél is magasabb lehet, három bordára tagolt hajtásai rövid töviseket viselnek. Nagyméretű, éjjel nyíló virágai törékenyek, fehérek. Sárgás termésének édes, fehér pulpája van.

## Elterjedése
Haiti, Dominika.